# North Chevy Chase
North Chevy Chase és una població dels Estats Units a l'estat de Maryland. Segons el cens del 2000 tenia 465 habitants.

## Demografia
Segons el cens del 2000, North Chevy Chase tenia 465 habitants, 173 habitatges, i 126 famílies. La densitat de població era de 1.632,2 habitants per km².
Dels 173 habitatges en un 37% hi vivien nens de menys de 18 anys, en un 59% hi vivien parelles casades, en un 11% dones solteres, i en un 26,6% no eren unitats familiars. En el 20,8% dels habitatges hi vivien persones soles el 9,8% de les quals corresponia a persones de 65 anys o més que vivien soles. El nombre mitjà de persones vivint en cada habitatge era de 2,69 i el nombre mitjà de persones que vivien en cada família era de 3,11.
Per edats la població es repartia de la següent manera: un 27,1% tenia menys de 18 anys, un 3,9% entre 18 i 24, un 24,3% entre 25 i 44, un 28,2% de 45 a 60 i un 16,6% 65 anys o més.
L'edat mediana era de 42 anys. Per cada 100 dones de 18 o més anys hi havia 90,4 homes.
La renda mediana per habitatge era de 103.196 $ i la renda mediana per família de 106.942 $. Els homes tenien una renda mediana de 72.292 $ mentre que les dones 39.583 $. La renda per capita de la població era de 43.499 $. Entorn de l'1,7% de les famílies i el 2,3% de la població estaven per davall del llindar de pobresa.

## Poblacions més properes
El següent diagrama mostra les poblacions més properes.